# Stroma
Trong thực vật học, thuật ngữ stroma đề cập đến chất dịch lỏng trong suốt bao chung quanh hệ thống grana trong bào quan lục lạp, còn được gọi là chất nền.
Grana là những chồng thylakoid tắm trong chất nền stroma, một loại cấu trúc hạ bào quan, là nơi khơi mào quá trình quang hợp trước khi hoàn thành những phản ứng hóa học trong stroma.
Quang hợp xảy ra theo hai pha. Ở pha đầu tiên, pha sáng, phản ứng sáng hay phản ứng phụ thuộc ánh sáng bắt giữ năng lượng từ ánh sáng và sử dụng để tổng hợp những phân tử mang năng lượng ATP và NADPH. Ở pha thứ hai, pha tối, phản ứng tối hay phản ứng không phụ thuộc ánh sáng dùng các sản phẩm này để cố định và khử cacbon dioxide.
Chuỗi phản ứng oxy hóa khử hóa sinh diễn ra trong stroma được gọi chung là chu trình Calvin hay phản ứng không phụ thuộc ánh sáng. Gồm có 3 giai đoạn: cố định cacbon, khử chất trung gian và tái sinh chất nhận ribulose 1,5-bisphosphate (RuBP).
Chất nền stroma còn là nơi chứa phân tử DNA và ribosome lục lạp, vì vậy đây cũng là nơi xảy ra những quá trình cấp phân tử, bao gồm tái bản DNA lục lạp, và phiên mã/dịch mã các protein lục lạp.